# درفت ان‌بی‌ای

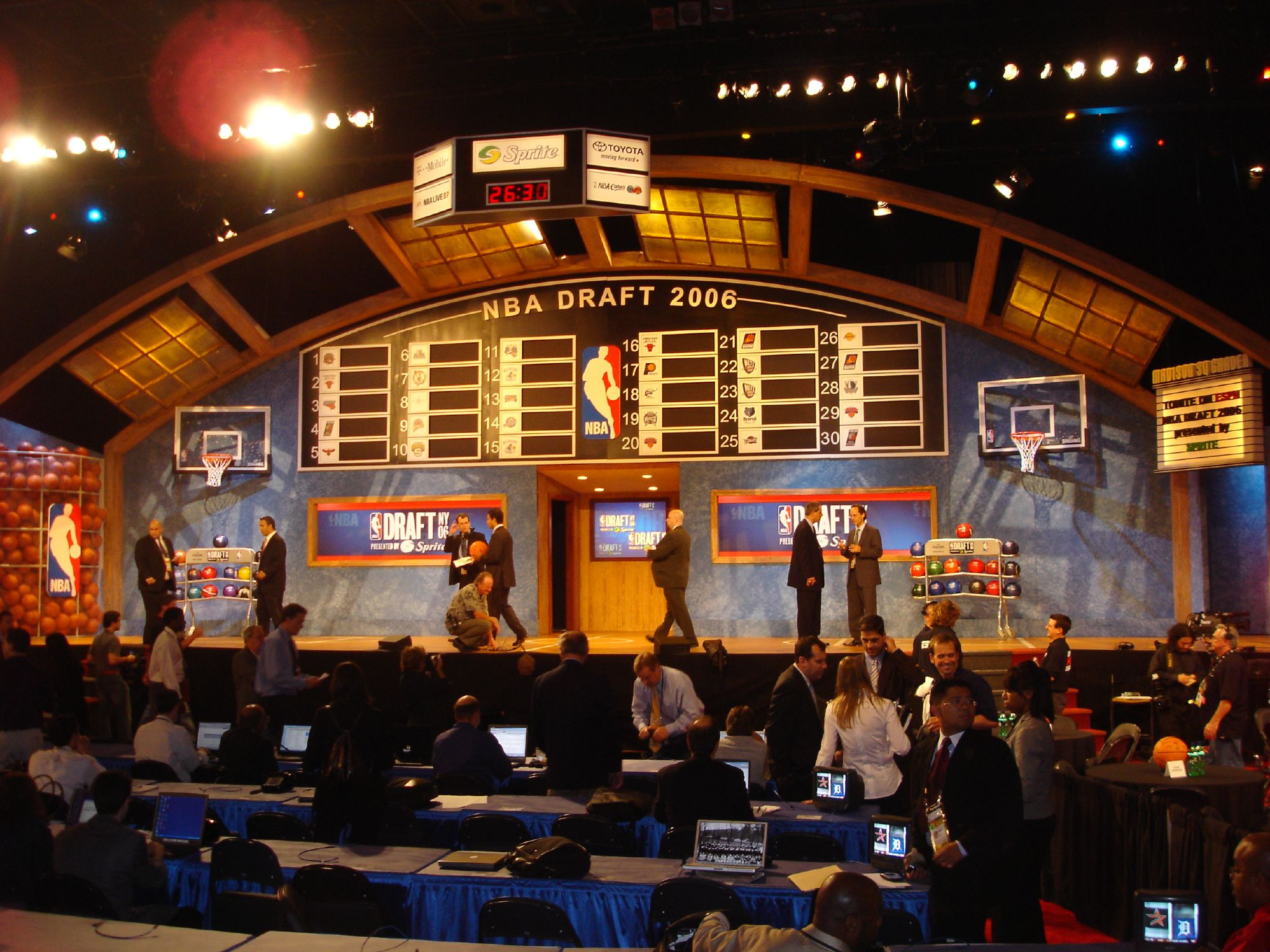
نمایی از رویداد «درفت ان‌بی‌ای» در سال ۲۰۰۶

درفت ان‌بی‌ای رویدادی سالانه از سال ۱۹۴۷ است که در آن تیم‌ها (در حال حاضر ۳۰ تیم) از اتحادیه ملی بسکتبال می‌توانند بازیکنان واجد شرایط را برای پیوستن به لیگ انتخاب کنند. اینان معمولاً بازیکنان بسکتبال دانشگاهی هستند هرچند که بازیکنان بین‌المللی نیز می‌توانند بین واجد شرایط‌ها برای انتخاب شدن قرار بگیرند. بازیکنان دانشگاهی که چهارسال در لیگ دانشگاهی بازی کنند به طور اتوماتیک برای انتخاب، واجد شرایط محسوب می‌شوند؛ ولی کسانی که به اصطلاح تازه‌کار محسوب می‌شوند باید خود را به عنوان واجد شرایط اعلام کنند و مسابقات دانشگاهی را ترک کنند. بازیکنان بین‌المللی در سن ۲۳ سالگی به طور اتوماتیک واجد شرایط محسوب می‌شوند ولی بازیکنان جوانتر از ۲۲ سال باید اعلام آمادگی کنند. بازیکنانی که به طور اتوماتیک واجد شرایط نیستند و اعلام آمادگی می‌کنند به آنها «ورودی‌های جوان» یا «کاندیدای جوان ورودی» می‌گویند. درفت به طور معمول در اواخر ماه ژوئن، طی «آف سیزن» برگزار می‌شود. در سال ۱۹۸۹، درفت به دو راند تبدیل شد، این عدد خیلی کمتر از سال‌های گذشته بود که در دست کم هفت راند برگزار می‌شد. ۶۰ بازیکن در هر درفت انتخاب می‌شوند. بازیکنی نمی‌تواند با تیمی از ان‌بی‌ای قرارداد امضا کند مگر اینکه دست کم یک بار برای درفت واجد شرایط محسوب شود.
در گذشته، بازیکنان مسابقات دبیرستان‌ها نیز برای درفت واجد شرایط محسوب می‌شدند ولی از درفت سال ۲۰۰۶ دیگر این بازیکنان تا پایان یافتن تحصیل خود در دبیرستان، واجد شرایط محسوب نمی‌شدند. قوانین جدید توضیح می‌دهد که بازیکنان دبیرستان‌ها بعد از یک از فارغ التحصیلی خود از دبیرستان، در شرایطی که دست کم ۱۹ سال دارند می‌توانند اعلام شرایط کنند.

## روند انتخاب درفت
برخی از بازیکنان باید به توجه به تقویم سال درفت دست کم ۱۹ سال داشته باشند، و بازیکنی که برای واجد شرایط بسکتبالی اش در دبیرستان‌های آمریکا تلاش می‌کند باید دست کم یک سال از فارق التحصیلی اش از دبیرستان بگذرد. تنها ۴۴ انتخاب از دبیرستان به دانشگاه در اختیار دانشگاه‌ها قرار می‌گیرد. بعد از بیست سال از درفت داریل دوکینز در سال ۱۹۷۵، بازیکنان دبیرستانی زیادی به طور مستقیم به درفت ان‌بی‌ای نمی‌رفتند.
در سال‌های اولیه درفت تیم‌ها به اندازه چشم‌انداز خود بازیکن‌های مورد علاقه خود را انتخاب می‌کردند. درفت‌های سال ۱۹۶۰ و ۱۹۶۸ به ۲۱ راند کشیده شد. در سال ۱۹۷۴، درفت در ده راند ثبت شد و این روند تا سال ۱۹۸۵ ادامه یافت که در آن سال به هفت راند کمتر شد. با توافق با اتحادیه بازیکنان ملی بسکتبال در سال ۱۹۸۹، درفت در ۲ راند ۳۰ تایی خلاصه شد و شانسی نیز برای بازیکنانی که درفت نشده‌اند هم داده شد تا برای رضایت هر تیمی را بدست آورند.

## جهانی شدن درفت
در سال ۱۹۵۰، درفت ان‌بی‌ای بر پایه بازیکنان دانشگاهی برگزار شد. در سالیان زیادی نیز بازیکنان دبیرستانی تأثیرگذاری زیادی در درفت داشتند. از برترین این بازیکنان می‌توان از کوبی برایانت، لبرون جیمز، کوین گارنت، دوایت هاورد، تریسی مک‌گریدی و آماری استاودمایر نام برد ولی از سال ۲۰۰۵ دیگر بازیکنان دبیرستانی نمی‌توانند وارد درفت شوند مگر اینکه به عنوان بازیکن ستاره توسط اتحادیه ملی بسکتبال اعلام شود، که این اولین بار در سال ۲۰۱۵ با انتخاب بازیکن هندی «ستنام سنیگ هامارا» در راند دوم اتفاق افتاد که دوباره در سال ۲۰۱۶ بازیکن سودانی-استرالیایی «ثون میکر» در راند اول اتفاق افتاد.

### انتخاب بازیکنان خارجی
بازیکنان خارجی که تأثیرگذاری زیادی بر روی تیم‌ها دارند در درفت‌ها انتخاب می‌شوند. وقتی درفت شروع شد بازیکنان خارجی جایی در آن نداشتند. هر چه زمان می‌گذشت تعداد کمی بازیکن بین‌المللی انتخاب می‌شدند. اولین بازیکن خارجی، به عنوان بازیکنی از ملیت دیگر جز آمریکا که به عنوان پیک اول انتخاب شد، بازیکنی اهل باهاما به نام میکل تامپسون در سال ۱۹۷۸ بود؛ ولی انتخاب تامپسون پیشگام جهانی شدن لیگ نبود چون او دوران کودکی خود را در فلوریدا گذرانده بود و برای تیم بسکتبال دانشگاهی مینه‌سوتا بازی کرد. تامپسون سه فرزند دارد که یکی از آنها قهرمان لیگ نیز می‌باشد، او کلی تامپسون است. یکی از اولین بازیکنان خارجی که در درفت برای بازی در ان‌بی‌ای انتخاب شد، بازیکنی سودانی به نام مانوت بول بود که در سال ۱۹۸۳ در راند پنجم توسط سن دیگو کلیپرز انتخاب شد. انتخاب بول توسط ان‌بی‌ای نامناسب تلقی شد. دو سال بعد او دوباره در سال ۱۹۸۵ درفت شد؛ هر چند او سابقه عالی ندارد ولی او به عنوان بلندقامت‌ترین بازیکن ان‌بی‌ای با ۷ فوت و ۷ اینچ مشهور است. او رکورد بلندقامت‌ترین سه امتیازی زن را نیز در دست دارد. طی دو سال در سال ۱۹۸۴ حکیم اولاجوان نیجریه ای و در سال ۱۹۸۵ پاتریک اوینگ جامائیکایی زاده آمریکا درفت شدند. مانند تامپسون که قبل از آنها بود، آنها هر دو در مسابقات بسکتبال دانشگاهی آمریکا حضور داشتند.
از درفت ۱۹۹۹ تعداد بازیکنان خارجی که درفت می‌شدند به شدت افزایش یافت. پیک اول سال ۱۹۹۷، تیم دانکن، سومین بازیکن بین‌المللی شد که افتخار پیک اولی را بدست اورد؛ هرچند در اینکه او یک بازیکن بین‌المللی بوده تناقض وجود دارد چون او اهل جزایر ویرجین ایالات متحده آمریکا بود که در این صورت شهروند آمریکا محسوب می‌شود. در سال ۲۰۰۱، پائو گاسول به عنوان پیک سوم توسط آتلانتا هاکس انتخاب شد. در سال ۲۰۰۲، شگفتی بزرگ اتفاق افتاد و یائو مینگ به عنوان اولین بازیکنی که سابقه حضور در لیگ دانشگاهی آمریکا را ندارد به عنوان پیک اول انتخاب شد. در سال ۲۰۰۲، در مجموع ۱۷ بازیکن بین‌المللی انتخاب شدند.

## درفت ان‌بی‌ای در تلویزیون
از سال ۱۹۸۰ درفت ان‌بی‌ای از تلویزیون پخش می‌شود. از سال ۱۹۹۰ تا ۲۰۰۲، تی‌ان‌تی پخش درفت را به عهده گرفت (ان‌بی‌ای در تی‌ان‌تی). از سال ۲۰۰۳ تا حال حاضر، ای‌اس‌پی‌ان پخش این رویداد را بر عهده گرفته‌است (ان‌بی‌ای در ای‌اس‌پی‌ان).